# My Blueberry Nights
My Blueberry Nights (br: Um Beijo Roubado) é um filme de estrada e drama romântico de 2007 dirigido por Wong Kar Wai, seu primeiro longa-metragem em inglês. O roteiro escrito por Wong e Lawrence Block é baseado em um curta-metragem de língua chinesa escrito e dirigido por Wong. Este filme foi a estreia da cantora de jazz e vencedora do Grammy Norah Jones como atriz, e também estrelado por Jude Law, David Strathairn, Rachel Weisz, Natalie Portman, Cat Power e Benjamin Kanes.
O diretor de fotografia deste filme foi Darius Khondji. Christopher Doyle foi diretor de fotografia em últimos sete filmes de Wong antes de My Blueberry Nights, a partir da década de 1990 com Days of Being Wild.
Tendo Norah Jones como protagonista, estreou no Brasil em 11 de abril de 2008.

## Produção
Em Making My Blueberry Nights, um bônus lançado no DVD do filme, o roteirista/diretor Wong Kar Wai revela que sua primeira escolha para Elizabeth era a cantora Norah Jones, apesar de sua falta de experiência em ter atuado antes. Ele originalmente estava destinado a rodar o filme em sequência, mas quando descobriram que Rachel Weisz, que queriam lançar como Sue Lynne estava grávida, concordou-se em filmar as cenas de Memphis durando permitindo-lhe tempo para dar à luz e se recuperar antes de iniciar o trabalho.
O filme foi rodado em locações no Palacinka Cafe, no SoHo, em Nova York, o South Main Arts District, em Memphis, e Caliente, Ely, e Las Vegas, em Nevada.
O filme estreou no Festival de Cannes em maio de 2007 e foi exibido no Festival de Cinema de Hamburgo, o Semana Internacional de Cine de Valladolid, e a Munich Asia Filmfest antes de ir para limitado lançamento nos cinemas no Canadá em 16 de novembro. Foi exibido em toda a Europa e Ásia antes abertura em seis telas nos EUA em 4 de abril de 2008, como uma edição limitada nos EUA. O filme arrecadou $74.146 em sua semana de estréia. Eventualmente O filme arrecadou $867.275 nos EUA e $21.101,602 no mercado externo para a bilheteria mundial do total de $21.968,877.

## Elenco
Principal
- Norah Jones como Elizabeth (Lizzie/Beth)
- Jude Law como Jeremy
- David Strathairn como Arnie Copeland
- Rachel Weisz como Sue Lynne Copeland
- Natalie Portman como Leslie

Coadjuvantes
- Chan Marshall (Cat Power) ...  Katya

- John Malloy ... Diner Manager
- Demetrius Butler ... Male Customer
- Frankie Faison ...	Travis
- Adriane Lenox ... Sandy
- Benjamin Kanes ... Randy
- Michael Hartnett ... Óculos de Sol
- Michael May ... Aloha
- Chad Davis ... Namorado
- Katya Blumenberg ... Namorada

## Recepção

### Bilheteria
Em sua semana de estreia, o filme arrecadou $74.146 em seis cinemas dos Estados Unidos, ocupando o #43 na bilheteria. Até o final do prazo, My Blueberry Nights arrecadou $867.275 domesticamente e $21.101,602 internacionalmente, totalizando $21.968,877 mundialmente.

## Prêmios e nomeações
Wong Kar Wai foi nomeado para o Palma de Ouro no Festival de Cannes e de Melhor Filme Estrangeiro no Cinema Writers Circle Awards em Espanha.

## Trilha sonora
O trilha sonora, lançado pelo rótulo Blue Note Records, apresenta faixas pela estrela do filme Norah Jones, Cat Power, Ry Cooder, compositor vencedor do Oscar Gustavo Santaolalla, Otis Redding, Cassandra Wilson e Amos Lee.
1. The Story – Norah Jones – 4:10
2. Living Proof – Cat Power – 3:10
3. Ely Nevada – Ry Cooder – 2:31
4. Try a Little Tenderness – Otis Redding – 3:19
5. Looking Back – Ruth Brown – 4:16
6. Long Ride – Ry Cooder – 3:13
7. Eyes on the Prize – Mavis Staples – 4:06
8. Yumeji's Theme – Chikara Tsuzuki – 2:22
9. Skipping Stone – Amos Lee – 2:21
10. Bus Ride – Ry Cooder – 2:58
11. Harvest Moon (Neil Young) – Cassandra Wilson – 4:44
12. Devil's Highway – Hello Stranger – 5:34
13. De Ushuaia a la quiaca – Gustavo Santaolalla – 2:22
14. The Greatest – Cat Power – 3:24